# Oleg Kagan
Oleg Moisiejewicz Kagan, ros. Оле́г Моисе́евич Кага́н (ur. 22 listopada 1946 w Jużnosachalińsku, zm. 15 lipca 1990 w Monachium) – rosyjski skrzypek.

## Życiorys
Początkowo kształcił się w Konserwatorium w Rydze u Joachima Brauna, następnie w latach 1959–1969 uczył się w Konserwatorium Moskiewskim u Borisa Kuzniecowa i Dawida Ojstracha. Był laureatem konkursów im. Georga Enescu w Bukareszcie (1964, IV nagroda), im. Jeana Sibeliusa w Helsinkach (1965, I nagroda oraz nagroda za najlepsze wykonanie koncertu), im. Piotra Czajkowskiego w Moskwie (1966, II nagroda) oraz im. J.S. Bacha w Lipsku (1968, I nagroda). Od 1971 roku był solistą filharmonii w Moskwie. Występował także jako kameralista, w duecie ze swoją żoną Nataliją Gutman.